# 蕎涵娜·特爾·斯提格
蕎涵娜·特爾·斯提格（荷蘭語：Johanna ter Steege；1961年5月10日—）是荷蘭女演員。
她憑藉電影處女作《消失》（1988年）獲得歐洲電影獎的最佳女配角獎。 她的其他電影包括勞勃·阿特曼的《文森與西奧》（1990年）、沙寶·伊斯特凡的《遇見維納斯》（1991年）和《親愛的艾瑪，親愛的寶貝》（1992年）、伯納德·羅斯的《不朽的愛人》（1994年）和布魯斯·貝雷斯福德的《天堂之路》（1997年）。
1993年，蕎涵娜擔任第43屆柏林電影節的評委，並獲得柏林電影節攝影獎。
1994年，在茱莉婭·羅伯茨和烏瑪·瑟曼拒絕之後，斯坦利·庫布里克將蕎涵娜選為改編自路易斯·貝格利小說《戰時謊言》的電影。在斯蒂芬·斯皮爾伯格的《辛德勒的名單》明確將首先發布後，庫布里克放棄了該項目。